# Pietro Pacciani
Pietro Pacciani (7 januari 1925 – 22 februari 1998) was een Italiaanse seriemoordenaar die veroordeeld werd tot veertien maal levenslang voor het vermoorden van zeven stelletjes. Het Monster van Florence, zoals hij ook bekendstaat, pleegde zijn misdaden tussen 1968 en 1985 en werd verdacht van de moord op nóg een jong stel.

## Arrestatie & bestraffing
Op 17 januari 1993 werd Pacciani opgepakt en aangeklaagd voor acht maal twee moorden. De rechtbank bevond hem schuldig aan de dood van veertien mensen. Na een hoger beroep werd Pacciani in 1996 vrijgesproken, maar het hof van cassatie verwierp deze uitspraak datzelfde jaar en bepaalde dat er een nieuw proces zou komen.
Bij Pacciani's eerste proces kwam aan het licht dat hij niet alleen gehandeld had. Mario Vanni, Giovanni Faggi en Giancarlo Lotti werden vervolgens als medeverdachten aangeklaagd. Vanni kreeg daarop levenslang en Lotti 26 jaar gevangenisstraf. Faggi werd vrijgesproken. Pacciani overleed voor het einde van zijn tweede proces aan een dodelijke mix van drugs.

## Eerdere veroordelingen
Toen de politie zich uiteindelijk begon te focussen op Pacciani, viel het ze pas op dat deze al vele malen daarvoor was veroordeeld. Zo vermoordde hij in 1951 een verkoper met negentien messteken, waarvoor hij dertien jaar kreeg. Toen hij vrijkwam zat hij ook nog straffen uit voor het slaan van zijn vrouw en voor seksueel misbruik van zijn twee dochters.

## Slachtoffers
- Antonio Lo Bianco (29) en Barbara Locci (32) werden op 21 augustus 1968 Pacciani's eerst vermoede slachtoffers. Ze werden neergeschoten met een Beretta. Locci's ook in de auto zittende zoontje bleef ongedeerd, werd zelfs door de moordenaar de auto uitgedragen en kon na de moorden bij een lokale boer aankloppen. Die belde de politie. Dit was de enige aanklacht waaraan Pacciani niet schuldig bevonden werd. In plaats daarvan verdween Locci's echtgenoot Stefano Mele voor veertien jaar achter slot en grendel, nadat hij bekende haar samen met Salvatore Vinci  omgebracht te hebben.
- Pasquale Gentilcore (19) en Stefania Pettini (18) werden op 15 september 1974 al vrijend in zijn auto neergeschoten. Pettini bleek te zijn gepenetreerd met een tak en werd na de beschieting 96 keer gestoken met een mes.
- Op 6 juni 1981 werden Giovanni Foggi (30) en Carmela Di Nuccio (21) neergeschoten in hun auto. Pacciani sneed Di Nuccio's geslachtsdeel af met een mes. Foggi's keel werd doorgesneden.
- De moorden op Stefano Baldi (26) en Susanna Cambi (24) op 23 oktober 1981 vertoonden sporen van dezelfde modus operandi, waarbij Cambi op dezelfde manier verminkt werd als eerder Di Nuccio. Lijkschouw wees uit dat ze allebei nog leefden toen de dader op hen instak, na eerst te hebben geschoten.
- Op 19 juni 1982 vermoordde Pacciani Paolo Mainardi (22) en Antonella Migliorini (20) in de auto van Mainardi. Mainardi probeerde zwaargewond weg te rijden. Hij belandde in een greppel op een drukkere plek, waardoor Pacciani zijn ritueel deze keer niet af kon maken, maar stierf diezelfde dag in het ziekenhuis. Hij kwam in de tussentijd niet bij bewustzijn.
- Het is nooit uitgekomen wat precies de verstandhouding was tussen de jongens Wilhelm Horst Meyer (24) en Jens Uwe Rusch (24), maar op 9 september 1983 werden ze in hun busje Pacciani's negende en tiende officiële slachtoffer. Weer werd dezelfde Beretta gebruikt.
- Op 29 juli 1984 werden Claudio Stefanacci (21) en Pia Rontini (18) in hun auto vermoord en verminkt in Pacciani's inmiddels vertrouwde patroon, maar ditmaal sneed hij bij Routini ook een borst af en stak hij haar lijk meer dan honderd keer.
- Jean Michel Kraveichvili (25) en Nadine Mauriot (36) werden op 8 september 1985 van dichtbij neergeschoten in hun kampeertentje. Kraveichvili had nog een stuk kunnen vluchten, maar werd achterhaald en doodgestoken. Mauriot werd verminkt. Rechter Silvia della Monica kreeg een deel van haar linkerborst opgestuurd.

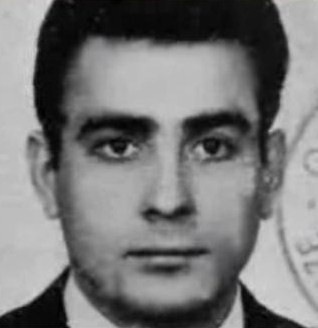
Antonio Lo Bianco
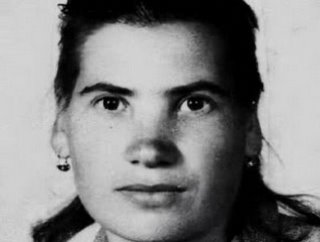
Barbara Locci
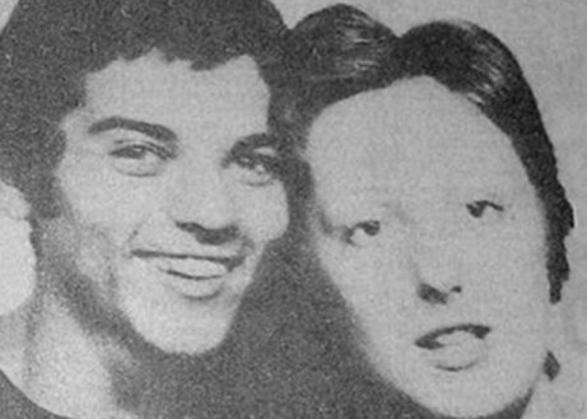
Pasquale Gentilcore en Stefania Pettini